# Broilers

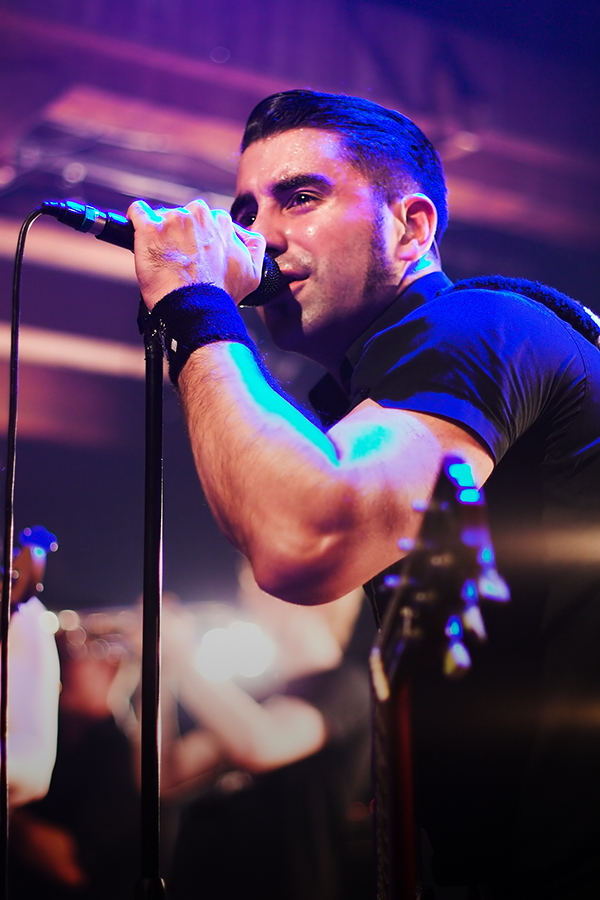
Zanger Sammy Amara

De Broilers zijn een Duitse punkband, opgericht te Düsseldorf in 1992 door zanger Sammy Amara en drummer Andi Brügge. Ze maken Duitstalige punkrock met rockabilly-invloeden. Hun stijl lijkt op die van Social Distortion.
Ze hebben op enkele grotere festivals gestaan als Rock am Ring en Wacken Open Air. Ook hebben ze in het voorprogramma gestaan van Die Toten Hosen.

## Discografie

### Singles
- 1996: Schenk mir eine Blume
- 2008: Ruby, Light & Dark(Auch als EP-Version)
- 2011: Harter Weg
- 2011: Wie weit wir gehen

### Albums
- 1997: Fackeln im Sturm...Arme Lichter im Wind
- 2001: Verlierer sehen anders aus
- 2004: LoFi
- 2007: Vanitas
- 2011: Santa Muerte
- 2014: Noir
- 2017: (sic!)
- 2021: Puro Amor

### Live-albums
- 2012: Santa Muerte Live Tapes

### Ep's en splits
- 2002: La Vida Loca
- 2008: Ruby Light & Dark(ook als Single)
- 2006: Good Fellas Never Split (Split met Volxsturm)

### DVD's
- 2009: The Anti Archives